# Juliaen Teniers
Pour les articles homonymes, voir Teniers.
Juliaen Teniers (Anvers, 1572 - Anvers, 1615), est un peintre flamand.

## Biographie
Fils du brodeur Juliaen Teniers, il est le frère de David Teniers le vieux et l'oncle de David Teniers le Jeune, inaugurant ainsi une longue dynastie de peintres, jusqu'à David IV Teniers.
Peintre de sujets religieux et mythologiques, de scènes de genre et de fleurs, il est reçu maître à la guilde de Saint-Luc d'Anvers en 1594. De 1595 à 1608, à la tête d'un atelier, il forme onze apprentis tous tombés dans l'oubli, excepté son frère David et Gaspar van den Hoecke (en).

## Œuvres
Les titres de certaines de ses œuvres, toutes disparues, sont connues par l'inventaire après décès de Johannes Snel (Anvers, 1623) : "Le roi Balthazar, La Samaritaine" (dans un paysage de Josse de Momper), "La tour de Babel" (du même J. de Momper, qu'il étoffa avec Claes van Clève), "Bacchus, Thésée et Ariane, Kermesse paysanne" (fond exécuté par Daniel van den Steen) et cinq "Vase de fleurs". Des tableaux de sa main appartenaient au couvent des Frères de Saint-Étienne à Alost. Ils étaient datés aux environs de 1610. 